# 仁里街道
仁里街道是中国黑龙江省哈尔滨市道外区下辖的一个街道，位于道外区东部，西与太古街道接壤。

## 行政区划
下辖以下地区：
旭光社区和荟芳里社区。